# Amarinus lacustris
Amarinus lacustris is een krabbensoort uit de familie van de Hymenosomatidae. De wetenschappelijke naam van de soort is voor het eerst geldig gepubliceerd in 1882 door Charles Chilton.